# 997 Priska
Priska è un asteroide della fascia principale del diametro medio di circa 18,7 km. Scoperto nel 1923, presenta un'orbita caratterizzata da un semiasse maggiore pari a 2,6710660 UA e da un'eccentricità di 0,1797579, inclinata di 10,48918° rispetto all'eclittica.
Stanti i suoi parametri orbitali, è considerato un membro della famiglia Adeona di asteroidi.
Il nome per questo asteroide è stato scelto a caso dal popolare calendario Lahrer Hinkender Bote, pubblicato nella città di Lahr/Schwarzwald, in Germania.